# Брандис, Евгений Павлович
Евге́ний Па́влович Бра́ндис (16 (29) апреля 1916 года, Москва, Российская Империя — 3 августа 1985 года, Ленинград, СССР) — советский прозаик, литературовед и библиограф. Один из основоположников советского фантастоведения. Член Союза писателей СССР.

## Биография
Евгений Павлович Брандис родился 16 апреля 1916 года в Москве в семье снабженца Павла Марковича Брандиса (1883—1965) и врача-стоматолога Марии Абрамовны Брандис (1890—1942).
В 1923—1928 годах учился в школе Шуи Иваново-Вознесенского уезда. После переезда в Ленинград в 1928 году, окончил 7 классов в Первой образцовой школе и поступил по настоянию отца в фабрично-заводское училище (ФЗУ) им. Д.И. Менделеева, которое окончил в 1933 году. В течение года работал в Институте прикладной химии, учился на подготовительных курсах для поступления в вуз.
В 1934-1939 годах учился на филологическом факультете ЛГУ, который закончил с отличием. Был рекомендован в аспирантуру. Подготовил диссертацию, но защитить её не успел в связи с начавшейся Великой Отечественной войной.
В первые дни войны Евгений Брандис вступил в народное ополчение, но на фронт не попал в связи с болезнью. Был возвращён в университет, читал курс истории западной литературы во 2-м Ленинградском государственном педагогическом институте иностранных языков.
В начале 1942 года был откомандирован в распоряжение Наркомпроса. Вскоре Брандис получил назначение в сельскую школу завучем (с. Новичиха Алтайского края), где преподавал русскую литературу в старших классах.
В июле 1943 года откомандирован в аспирантуру ЛГУ, находившегося в Саратове. В августе 1943 года приглашён в Горьковский педагогический институт на кафедру всеобщей литературы старшим преподавателем и деканом немецкого факультета. Читал курс всеобщей литературы на всех факультетах института.
Активно участвовал в научно-исследовательской работе, был редактором «Учёных записок», руководителем студенческого научного кружка. Защитил кандидатскую диссертацию, посвящённую швейцарскому писателю Готфриду Келлеру, после чего занял должность доцента кафедры всеобщей литературы.
В течение 1945 года работал в Государственной публичной библиотеке им. М.Е. Салтыкова-Щедрина на должности главного библиографа.
С 1 сентября 1945 года начал работать в Ленинградском государственном библиотечном институте (ЛГБИ) в должности доцента кафедры литературы. Читал курсы истории зарубежной литературы, вёл практические занятия и семинары. По заданию кафедры библиографии разработал специальный курс библиографии зарубежной литературы, который прочёл в ЛГБИ и МГБИ.
В течение шести лет руководил студенческим кружком по истории зарубежной литературы и в течение четырёх лет был научным руководителем студенческого научного общества. 1 сентября 1952 года освобождён от работы в институте по сокращению штатов.
Член Союза писателей СССР с 1957 года.
С конца 1950-х годов дружил с писателем-фантастом И.А. Ефремовым.
В 1976 году вошёл в состав созданной комиссии по творческому наследию и защите памяти И.А. Ефремова (вместе с А.П. Казанцевым и П.К. Чудиновым).
Умер 3 августа 1985 года. Похоронен на Южном кладбище в Санкт-Петербурге.

## Научная деятельность
Печатался с 1939 года. Являлся одним из основоположников советского фантастоведения, опубликовал более десятка книг, около сотни статей и очерков, посвящённых истории и проблемам мировой научной фантастики, а также творчеству отдельных авторов.
Крупнейший биограф, исследователь, популяризатор творчества Жюля Верна, посвятивший ему более 30 лет. Много внимания уделял изучению научно-фантастической литературы: ему принадлежат многочисленные предисловия к книгам и литературоведческие статьи, им составлено около 20 сборников советской и зарубежной фантастики. Составитель ряда библиографических указателей («Библиография зарубежной научной фантастики XX века» (совместно с В.Л. Каном), путеводитель по мировой детской литературе «От Эзопа до Джанни Родари» и др.).
Автор работ по зарубежной классической и современной литературе (Г. Келлер, Т. Шторм, Дж. Свифт, Ч. Диккенс, Джером К. Джером, Ф. Рабле, А. Дюма, Ф. Дюрренматт и др.), литературных очерков для детей и работ по истории детской литературы, работ по украинской классической литературе (Марко Вовчок), статей о советских писателях (А.Р. Беляев, Л.И. Борисов, И.А. Ефремов, Н.В. Лукин, К.И. Чуковский и др.).
Е.П. Брандису принадлежит свыше 350 работ, опубликованных в том числе в других странах (Болгария, Венгрия, Германия, Франция, США, Югославия). Занимался переводом, литературным редактированием, биографическими исследованиями.
Кандидат филологических наук.

## Общественная деятельность
Член Союза писателей СССР, один из организаторов творческой секции научно-художественной и научно-фантастической литературы ленинградского отделения Союза писателей, член Совета по приключенческой и научно-фантастической литературе Союза писателей СССР, член Общества Теодора Шторма (ФРГ), член Парижского Жюльверновского общества (1968).

## Семья
- Первая жена — Нина Михайловна Брандис (урождённая Цалик, 1917—1988), переводчик. Переводила на русский язык произведения Жюля Верна, Жоржа Сименона, Жана Оливье, Пьера Гамарра, Андре Дотеля и Эрве Базена.
  - Дочь — Марианна Евгеньевна Тайманова (урождённая Брандис), переводчик художественной прозы. Была замужем за палеогеографом и археологом П. М. Долухановым (1937—2009), сыном крупного советского учёного в области радиосвязи М. П. Долуханова[3]. Ныне замужем за литературоведом и философом М. Н. Эпштейном.
- Вторая жена — Кира Фёдоровна Куликова (урождённая Тихинова, 1921—2009), детская писательница, театровед.

### Книги
- Жюль Верн и вопросы развития научно-фантастического романа. — Л., 1955
- Жюль Верн: Библиогр. указатель. — М., 1955
- Жюль Верн: Очерк жизни и творчества. — Л.: Детгиз, 1956. — 248 с., 10 000 экз.
- Советский научно-фантастический роман. — Л., 1959
- Дорога к звёздам. — 1961. — В соавт. с В. Дмитревским
- Жюль Верн: Жизнь и творчество [печатный текст] / Брандис, Евгений Павлович, Автор (Author); Кршижановский, Е., Оформитель книги (Book designer). - 2-е издание, дополненное. - Ленинград : Гос. изд-во детской литературы Министерства просвещения РСФСР, 1963. - 336 с.: ил.- Указатель заглавий произведений Жюля Верна, с. 331-333.- 100000 экземпляров   (в переплёте) : 64 к.
- Через горы времени: Очерк творчества И.Ефремова. — М., Л.: Сов. писатель, 1963. — В соавт. с В. Дмитревским
- Мир будущего в научной фантастике. — М.: Знание, 1965. — В соавт. с В. Дмитревским
- От Эзопа до Джанни Родари : зарубежная литература в детском и юношевском чтении [печатный текст] / Брандис, Евгений Павлович, Автор (Author). - Москва [Россия] : Детская литература, 1965. - 446 с.; 22 см.- Библиографический список: с. 403 - 405   (в переплёте) : 2 р. 40 к.
- Зеркало тревог и сомнений. — М.: Знание, 1967. — В соавт. с В.Дмитревским
- Марко Вовчок. — М.: Молодая Гвардия, 1968—336 с., 100 000 экз. (ЖЗЛ)
- Сила молодая : повесть [печатный текст] / Брандис, Евгений Павлович, Автор (Author); Петрова, Нина Николаевна, Иллюстратор (Illustrator). - Ленинград : Детская литература. Ленинградское отделение, 1972. - 240 с.: ил.- 50000 экземпляров   (в переплёте) : 50 к.
- Вперёдсмотрящий. Жюль Верн: Повесть о великом мечтателе. — М., Молодая Гвардия, 1976.— 224 с., 100 000 экз.
- От Эзопа до Джанни Родари. — М.: Дет. лит., 1980—448 с., 30 000 экз.
- Рядом с Жюлем Верном: Документальные очерки. — Л.: Дет. лит., 1981.- 224 с., 100 000 экз.
- Рядом с Жюлем Верном: Документальные очерки. 2-е изд.— Л.: Дет. лит., 1985.- 224 с., 100 000 экз.

### Публикации в журналах
- «Нева»:
  - 1969, № 2
  - 1971, № 10
  - 1975, № 7
  - 1979, № 10
- «Звезда»:
  - 1959, № 4
  - 1965, № 12
  - 1981, № 8
- «Вопросы литературы»:
  - 1977, № 6
  - 1978, № 2